# Гонсалес, Хосито
Хосе́ Ка́рлос «Хоси́то» Гонса́лес Са́нчес (исп. José Carlos "Josito" González Sánchez; род. 27 марта 2006 года) — венесуэльский и испанский футболист, полузащитник клуба «Лас-Пальмас».

## Карьера
Хосито начинал карьеру в клубе «Марино», откуда он в 2023 году ушёл в юношескую команду «Лас-Пальмаса». В сезоне 2024/25 полузащитник выступал как за юношескую команду, так и за третий состав в Преференте (шестом испанском дивизионе): 2 ноября 2024 года он стал автором одного из забитых мячей в ворота «Сан Фернандо B». За первую команду «Лас-Пальмаса» Хосито дебютировал раньше, чем за дублирующий состав: 24 мая 2025 года он вышел на замену вместо Хуанмы Эрсога на 80-й минуты матча последнего тура чемпионата Испании против «Эспаньола». В межсезонье полузащитник поехал на сборы в США с основной командой и принял участие в товарищеской игре с «Сан-Антонио».